# Estación 40 TV
E40 TV es un canal de televisión abierta paraguayo, de 24 horas de música contemporánea.

## Historia
En sus inicios fue un programa de televisión que se transmitió en La Tele y en Telefuturo.
El 7 de junio de 2019, E40 TV se incorpora a la Televisión digital terrestre para Asunción y alrededores.
El lunes 7 de septiembre de 2020 E40 TV cuenta con su programación simultánea con E40 FM en una multiplataforma Radio/TV para Tigo Star.